# Антернйоки
Антернйоки (Антерн-йоки) — река в Финляндии и России (Кольский район Мурманской области). Устье реки находится в 60 км по левому берегу реки Явр. Длина реки составляет около 50 км, площадь водосборного бассейна — 376 км².
В 15 км от устья, по левому берегу реки впадает река Аддар.

## Данные водного реестра
По данным государственного водного реестра России относится к Баренцево-Беломорскому бассейновому округу, водохозяйственный участок реки — Тулома от истока до Верхнетуломского гидроузла, включая Нот-озеро. Речной бассейн реки — бассейны рек Кольского полуострова, впадает в Баренцево море.
Код объекта в государственном водном реестре — 02010000312101000001622.

## Топографическая карта
- Лист карты R-35-141,142 Улала. Масштаб: 1 : 100 000. Издание 1981 г.